# Алмазова Тереза Йосипівна
Тере́за Йо́сипівна Алма́зова (Кохель) (25 серпня 1896, Харків — після 1 листопада 1926) — українська громадська діячка, сестра-жалібниця Українського чорноморського полку та Окремого кінно-гірського гарматного дивізіону Армії УНР. Дружина генерал-хорунжого Армії УНР Олекси Алмазова.
Відповідно до українського законодавства може бути зарахована до борців за незалежність України у XX сторіччі..

## Життєпис
Народилася в німецькій сім'ї Йосипа та Ядвіги Кохель, які сповідували євангельське лютеранство. Батько — інспектор локомотивобудівного заводу. Закінчила Німецьку жіночу гімназію (Рига, 1914). Того ж року її як німецьку громадянку вислано в Орел. 1915 року змушена була прийняти російське підданство. Хворіла на туберкульоз.

В автобіографії зазначала: 
«Спочатку революції я співчувала визвольному руху українського народу, скерованого проти окупантів большевиків та взагалі проти росіян, а тому в квітні місяці 1920 року, довідавшись, що Український Чорноморський полк мусить повстати проти влади большевицької, я вступила в цей полк сестрої жалібницей. Дійсно, цей полк повстав проти большевиків в м. Тирасполі і після ряда боїв з'їднався на Херсонщині з Української Армій, котра перебувала в „Зімовим поході“. Після з'єднання я вступила до окремого кінно-горного артилерійського дивізіону полк. Алмазова, в котром перебувала до відходу нашої Армії за Збруч.

12 квітня 1923 року в церкві „Святого Спаса“ (церква Окремого кінного-горного дівізіону) в м. Кракові я була одружена з Алмазовим Олексої, б. генер.-хорунжим Української Армії, нині студентом української Академії в Подебрадах… Не рахуючи себе діячем українськім, на що не маю жодного права, але дуже рада с того, що чім могла допомогала українському народові в його визвольної боротьби, вирішила просити Високий Сенат Української Господарської Академії о прінятті мене студентом до академії на економічний факультет — від. кооперативний. Тереза Алмазова. 1 листопаду 1926 р. м. Подебради».
Разом зі своїм чоловіком протягом багатьох років опікувалось Українською гімназією в Луцьку. За постійні щедрі пожертви на ремонт будинку гімназії та на підтримку незаможних учнів, за свій внесок Олексі й Терезі Алмазовим надано звання почесних членів Товариства ім. Лесі Українки, що від 1929 р. утримувало навчальний заклад.